# NGC 239
NGC 239 је спирална галаксија у сазвежђу Кит која се налази на NGC листи објеката дубоког неба.
Деклинација објекта је - 3° 45' 36" а ректасцензија 0h 44m 37,5s. Привидна величина (магнитуда) објекта NGC 239 износи 14,0 а фотографска магнитуда 14,8. NGC 239 је још познат и под ознакама MCG -1-3-7, IRAS 00420-0401, PGC 2642.